# 松本透
松本 透（まつもと とおる、1955年 - ）は、日本の美学、美術史研究者で、キュレーター。東京都出身。1980年、京都大学文学研究科大学院修士課程修了。専門は、日本と西洋の近現代美術。

## 概要
京都大学文学研究科大学院修士課程修了後、東京国立近代美術館に勤務、2008年 - 2016年副館長、2016年4月より特任研究員。
長野県立美術館館長を経て、アーティゾン美術館副館長。

## 企画
- 「現代美術における写真」展（1983年）
- 「三次元性－ドイツ彫刻の現在」展（1984年）
- 「カンディンスキー」展（1987年）
- 「色彩とモノクローム」展（1989年）
- 「村岡三郎展」（1997年）
- 「ヴォルフガング・ライプ」展（2003年）
- 「草間弥生展」（2003年）
- 「アジアのキュビスム」展（2005年）
- 「日本彫刻の近代」展（2007年）[2]
- αMプロジェクト2000-2001 高島直之、林卓行、松本透[3]

## 著書
- 共著『芸術の理論と歴史』思文閣出版、1990年
- 編著『日本近現代美術史事典』東京書籍、2007年
- 『もっと知りたいカンディンスキー 生涯と作品 アート・ビギナーズ・コレクション』東京美術、2016年